# Génáramlás
A populációgenetikában génáramlásnak (gene flow) nevezzük azon folyamatokat, melyek során gének alléljai kerülnek át bizonyos populációból egy másikba.
A populációba vagy a populációba történő migráció az allélgyakoriságok akár nagyarányú változásaiért is felelős lehet, továbbá eredményezheti új genetikai variánsok megjelenését egy populáció vagy faj génkészletében.
A különböző populációk közti génáramlás mértékét több tényező is befolyásolhatja. Ezek közül az egyik legjelentősebb a mobilitás, melyet az állatok leginkább helyváltoztatással, a növények a szél vagy más hordozók segítségével messzire jutó pollenek és magvak segítségével valósítanak meg.
Populációk között hosszabb ideig fennálló génáramlás ezen populációk génkészletének összeolvadását eredményezheti, ami a csoportok közötti genetikai változatosság csökkenéséhez vezet. Ez az oka annak, hogy a génáramlás erősen hat a fajképződés ellen: a génkészletek összekeveredésével elsimítja a kialakulóban lévő eltéréseket, melyek a későbbiekben akár új fajok kialakulásához is vezethetnének.
A génáramlás általában egy fajon belül értelmezett, azonban létezik olyan formája is, amelynek során egy faj génjei egy másik faj genomjába kerülnek. A két faj egymással nincs szükségszerűen rokonságban. A génáramlásnak ezt a változatát horizontális géntranszfernek nevezzük.